# راشته
راشته از روستاهای ماهدشت در بخش مرکزی شهرستان کرج استان البرز ایران است که امروزه به نام «کوی راشته» به عنوان محله‌ای از شهر ماهدشت درآمده است.
کوی راشته واقع در جنوب شهرستان ماهدشت استان البرز، از طرف شرق در مجاورت صفادشت و ملارد و شهرستان شهریار استان تهران و از طرف غرب، شهرستان اشتهارد و بوئین زهرا استان قزوین قرار دارد.

## پیشینه
فرهنگ جغرافیایی ایران ج ۱ در مورد راشته می‌نویسد:
راشته دهی است جزء دهستان حومهٔ شهرستان کرج، در ۲۲هزارگزی جنوب باختری کرج، کنار راه عمومی کرج به اشتهارد. این ده در جلگه قرار گرفته، هوای آن معتدل و سکنهٔ آن ۳۰۰۰ تن است که به زراعت اشتغال دارند. آب آن از قنات تأمین می‌شود و محصولات آن غلات، چغندرقند، بنشن، و میوه‌های مختلف است و دارای باغستان‌ها و راه ماشین‌رو است.
سطح بالای آب‌های زیرزمینی این منطقه و سرازیر شدن آن‌ها در دهه‌های گذشته باعث به وجود آمدن مناطق سرسبز و باغات فراوان شده بود. در راشته تپه‌هایی باستانی وجود داشت که امروزه با ساخت‌وساز تخریب شده‌اند. (قلعه مشه بور بور و فروشگاه هاپیراستار توریستی از جاذبه‌های گردشگری راشته (راه شتر) می‌باشد.
تپه‌های باستانی راشته به سده ۵ تا ۹ ه‍.ق مربوط است.